# (3386) Klementinum
(3386) Klementinum – planetoida z pasa głównego asteroid okrążająca Słońce w ciągu 4 lat i 286 dni w średniej odległości 2,84 j.a. Została odkryta 16 marca 1980 roku w Obserwatorium Kleť w pobliżu Czeskich Budziejowic przez Ladislava Brožka. Nazwa planetoidy pochodzi od Clementinum, kolegium jezuickiego św. Klemensa na praskiej starówce. Przed nadaniem nazwy planetoida nosiła oznaczenie tymczasowe (3386) 1980 FA.